# چهل و دومین دوره جشنواره بین‌المللی فیلم فجر
چهل و دومین جشنواره بین‌المللی فیلم فجر از ۱۲ تا ۲۲ بهمن ۱۴۰۲ در تهران در دو بخش ملی و بین‌المللی برگزار شد.
در ۲۱ شهریور ۱۴۰۲ با انتشار فراخوان، کار چهل و دومین دوره فیلم فجر آغاز شد. همچنین ثبت نام از آثار متقاضی بخش بین‌الملل از ۱ مهر و بخش ملی از ۱ آبان آغاز شد و تا پایان آبان ماه ادامه داشت.
در این دوره مجنون نامزد ۱۲ جایزهٔ بخش سودای سیمرغ بود و پس از آن تابستان همان سال با ۱۱ عنوان بیشترین تعداد نامزدی را به دست آورد. مجنون با دریافت چهار جایزه از جمله سیمرغ بلورین بهترین فیلم و بهترین موسیقی متن بیشترین جوایز را از آن خود کرد. جایزهٔ بهترین کارگردانی به بهروز افخمی برای صبح اعدام داده شد و ارسطو خوش‌رزم برای بازی در همین فیلم برندهٔ سیمرغ نقش اول مرد شد. جواد عزتی جایزهٔ بهترین کارگردانی اول را برای ساخت تمساح خونی دریافت کرد و سیمرغ بازیگر نقش اول زن به مارال بنی‌آدم برای ایفای نقش در پروین رسید.
برای سومین دورهٔ پیاپی جایزهٔ سیمرغ بلورین بهترین فیلم از نگاه تماشاگران اهدا نشد.
اعضای هیئت داوران بخش ملی جشنواره پوران درخشنده، شهاب اسفندیاری، بهرام عظیمی، عبدالحمید قدیریان، محمدحسین لطیفی، مهدی فخیم‌زاده و محمدهادی کریمی بودند.

## برندگان و نامزدها

### سیمرغ بلورین

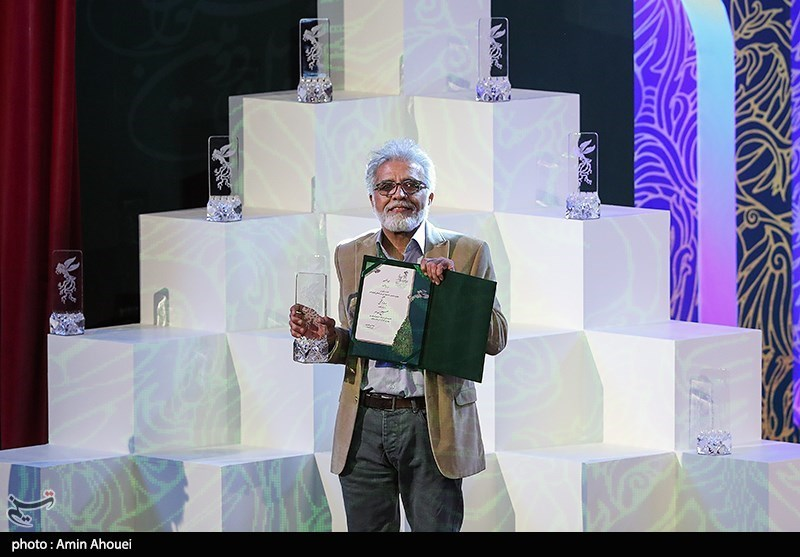
بهروز افخمی برنده سیمرغ بلورین بهترین کارگردانی

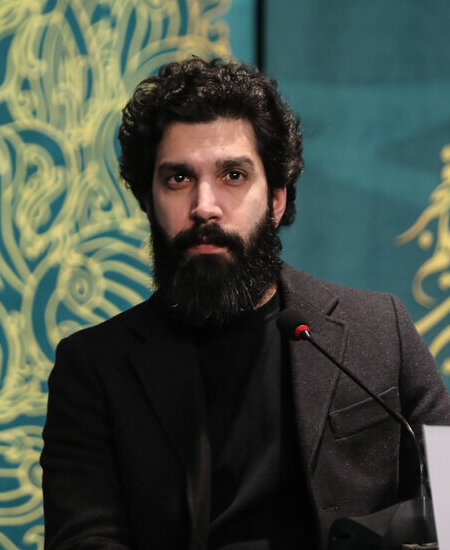
ارسطو خوش‌رزم برندهٔ سیمرغ بلورین بهترین بازیگر نقش اول مرد

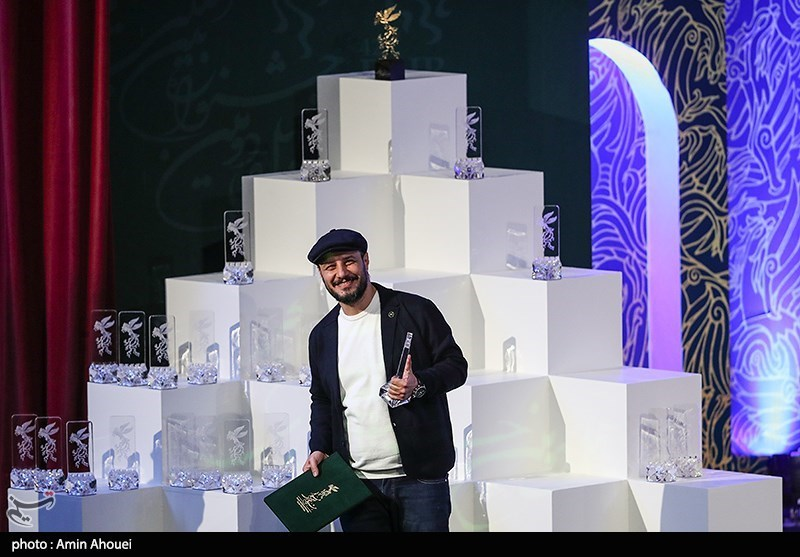
جواد عزتی برنده سیمرغ بلورین بهترین کارگردانی اول

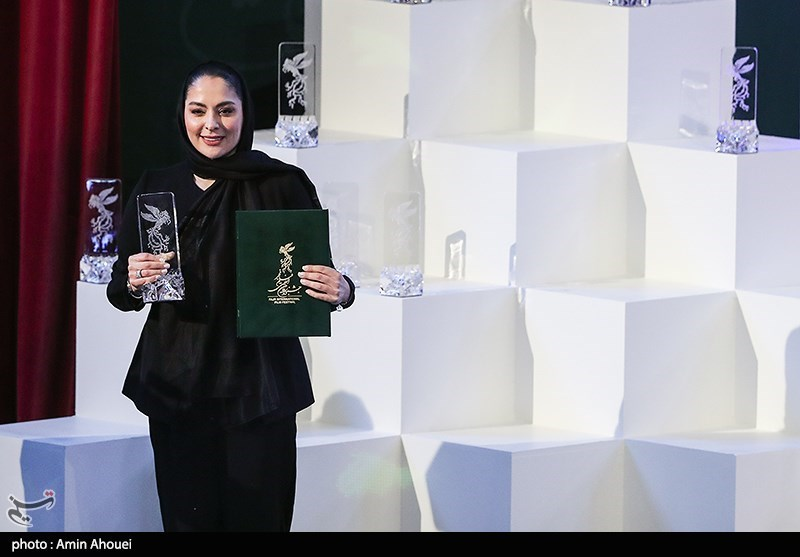
مارال بنی‌آدم برنده سیمرغ بلورین بهترین بازیگر نقش اول زن

در ۲۱ بهمن ۱۴۰۲ اسامی نامزدهای بخش سودای سیمرغ اعلام و در ۲۲ بهمن اسامی برندگان سیمرغ بلورین به شرح زیر اعلام شد.
| بهترین فیلم | بهترین کارگردانی |
| --- | --- |
| - مجنون – عباس نادران - تابستان همان سال – علی اوجی - پرویز خان – عطا پناهی - صبح اعدام – علی شیرمحمدی - آسمان غرب – حبیب‌الله والی‌نژاد                            | - بهروز افخمی – صبح اعدام - علی ثقفی – پرویز خان - مسعود جعفری‌جوزانی – بهشت تبهکاران - مهدی شامحمدی – مجنون - جواد عزتی – تمساح خونی - محمود کلاری – تابستان همان سال                  |
| بهترین بازیگر نقش اول مرد | بهترین بازیگر نقش اول زن |
| - ارسطو خوش‌رزم – صبح اعدام - سجاد بابایی – مجنون - سعید پورصمیمی – پرویز خان - شهرام حقیقت‌دوست – قلب رقه - علی شادمان – تابستان همان سال - جواد عزتی – تمساح خونی | - مارال بنی‌آدم – پروین - ساره رشیدی – احمد (دیپلم افتخار) - سارا حاتمی – آبی روشن - سحر دولتشاهی – نبودنت - شهره موسوی – شور عاشقی                                                     |
| بهترین بازیگر نقش مکمل مرد | بهترین بازیگر نقش مکمل زن |
| - بهزاد خلج – مجنون - پیام احمدی‌نیا – شور عاشقی - داوود فتحعلی‌بیگی – صبح اعدام - رامین ناصرنصیر – پروین - رضا یزدانی – بهشت تبهکاران                              | - شبنم قربانی – مجنون - مهرو نونهالی – تابستان همان سال (دیپلم افتخار) - ناهید استواری – شه‌سوار - رؤیا جاویدنیا – تابستان همان سال - آزاده صمدی – نبودنت - لادن مستوفی – بهشت تبهکاران |
| بهترین فیلمنامه | بهترین فیلم‌برداری |
| - علی ثقفی – پرویز خان (دیپلم افتخار) - بهروز افخمی – صبح اعدام - محمود کلاری – تابستان همان سال                                                                  | - کوهیار کلاری – تابستان همان سال - علیرضا برازنده – آسمان غرب - فرشاد خالقی – پروین - پیمان عباس‌زاده – آبی روشن - امیر کریمی – بهشت تبهکاران                                          |
| بهترین تدوین | بهترین موسیقی متن |
| - حسن حسندوست – پرویز خان - بهروز افخمی – صبح اعدام - مهدی سعدی – قلب رقه - میثم مولایی – آسمان غرب                                                               | - مجید انتظامی – مجنون - مسعود سخاوت‌دوست – شور عاشقی - فرید سعادت‌مند – آبی روشن - بهزاد عبدی – پروین - کارن همایون‌فر – قلب رقه                                                         |
| بهترین صدابرداری | بهترین صداگذاری |
| - امیر عاشق‌حسینی – قلب رقه - بهمن اردلان – آسمان غرب - طاهر پیشوایی – احمد - عباس رستگارپور – آغوش باز - هادی ساعد محکم – مجنون                                   | - بهمن اردلان – آسمان غرب - امین شریفی – قلب رقه - علیرضا علویان – تابستان همان سال و مجنون - آرش قاسمی – آبی روشن                                                                     |
| بهترین چهره‌پردازی | بهترین طراحی لباس |
| - مرتضی کهزادی – احمد - شهرام خلج – پروین - محسن دارسنج – صبح اعدام - مهرداد میرکیانی – تابستان همان سال - مهین نویدی – بهشت تبهکاران                             | - مهرنوش بیانی – تابستان همان سال - رؤیا ابراهیمی – پروین - علی شیرمحمدی – صبح اعدام - آزاده قوام – نوروز - اصغرنژاد ایمانی – بهشت تبهکاران                                            |
| بهترین طراحی صحنه | بهترین جلوه‌های ویژه میدانی |
| - کامیاب امین‌عشایری – تابستان همان سال - بهزاد جعفری طادی – مجنون - بهنام جعفری طادی – قلب رقه - محسن خدابخشی – پرویز خان - امیر زاغری – آبی روشن                 | - حمید رسولیان – دست ناپیدا - آرش آقابیک – بهشت تبهکاران - ایمان کرمیان – آسمان غرب و قلب رقه و مجنون                                                                                  |
| بهترین جلوه‌های ویژه بصری | بهترین کارگردانی اول |
| - محمد برادران – احمد - هادی اسلامی – پرویز خان - حسن ایزدی – قلب رقه - کامیار شفیع‌پور – مجنون - امیر ولی‌خانی – نوروز                                             | - جواد عزتی – تمساح خونی - علی ثقفی – پرویز خان - مرتضی علیزاده – بی‌بدن - مهدی شامحمدی – مجنون - قربانعلی طاهرفر – آپارات‌چی                                                            |
| جایزهٔ ویژهٔ هیئت داوران | بهترین فیلم اول |
| - قربانعلی طاهرفر – آپارات‌چی | - پرویز خان – عطا پناهی - آپاراتچی – سجاد نصراللهی‌نسب - بی‌بدن – مصطفی احمدی - مجنون – عباس نادران                                                                                      |
| جایزه بهترین دستاورد فنی و هنری | |
| - رضا کشاورز حداد – باغ کیانوش | |

### فیلم کوتاه داستانی
| بهترین فیلم کوتاه |
| --- |
| - شریف - محمد علیزاده فرد (کارگردان)؛ محسن مجیدپور (تهیه‌کننده) - یوفو - سید حامد حسینی و سید مهدی حسینی (تهیه‌کننده و کارگردان) - مدیر مدرسه - میکائیل دیانی (کارگردان)؛ محمدهادی آقاجانی (تهیه‌کننده) - خودکشی به سبک نیچه - پیام کردستانی (کارگردان)؛ بهمن رضایی و پیام کردستانی (تهیه‌کننده) - سربسته - یاسر خیر (تهیه‌کننده و کارگردان) - جاذبهٔ غیرنیوتونی - علیرضا صادقی (کارگردان)؛ مجتبی آرش‌نیا (تهیه‌کننده) |

### مستند
| بهترین فیلم مستند |
| --- |
| - قوی‌دل - علی فراهانی صدر (کارگردان)؛ سعید الهی (تهیه‌کننده) - آخرین کوسه‌نهنگ - رامتین بالف (تهیه‌کننده و کارگردان) - تکثیر در اسارت - مهدی ایمانی شهمیری (تهیه‌کننده و کارگردان) - خانوادهٔ خلج - مریم الهامیان و مصطفی حاجی قاسمی (تهیه‌کننده و کارگردان) |

### مسابقهٔ تبلیغات سینمای ایران
| بهترین عکس | بهترین پوستر                                                                                    |
| --- | ----------------------------------------------------------------------------------------------- |
| - محمد بدرلو - سه کام حبس - پویا شاه‌ جهانی - خورشید آن ماه - مجید طالبی - دسته دختران - محمد بدرلو - ملاقات خصوصی | - محمد تقی‌پور - فسیل - شکوفه بیاتی - جنگل پرتقال - روح‌الله مختاری - مصلحت - مهدی رایگانی - قلیچ |
| بهترین تیزر یا آنونس تبلیغاتی                                                                                     |                                                                                                 |
| - امید میرزایی - فسیل و تصور - روح‌الله موحدی - پالایشگاه - کیومرث بیک‌زند - ملاقات خصوصی                           |                                                                                                 |

## فیلم‌ها

### سودای سیمرغ
اعضای هیئت انتخاب شامل داریوش ارجمند، حسین زندباف، روح‌الله سهرابی، محمدرضا عباسیان، محمدحسین لطیفی، احمد مرادپور،و محمدحسین نیرومند ۲۲ فیلم را برای بخش سودای سیمرغ چهل و دومین جشنوارهٔ فیلم فجر را انتخاب کردند.
- آبی روشن (بابک لطفی خواجه‌پاشا)
- آسمان غرب (محمد عسگری)
- آغوش باز (بهروز شعیبی)
- احمد (امیرعباس ربیعی)
- بهشت تبهکاران (مسعود جعفری جوزانی)
- پرویز خان (علی ثقفی)
- پروین (محمدرضا ورزی)
- تابستان همان سال (محمود کلاری)
- تمساح خونی (جواد عزتی)
- دروغ‌های زیبا (مرتضی آتش زمزم)
- دست ناپیدا (انسیه شاه‌حسینی)
- دو روز دیرتر (اصغر نعیمی)
- شه‌سوار (حسین نمازی)
- شور عاشقی (داریوش یاری)
- صبح اعدام (بهروز افخمی)
- صبحانه با زرافه‌ها (سروش صحت)
- قلب رقه (خیرالله تقیانی‌پور)
- مجنون (مهدی شامحمدی)
- میرو (حسین ریگی)
- نبودنت (کاوه سجادی‌حسینی)
- نپتون (محمدابراهیم غفاریان)
- نوروز (سهیل موفق)

### نگاه نو
- آپاراتچی (قربانعلی طاهرفر)
- باغ کیانوش (رضا کشاورز حداد)
- بی بدن (مرتضی حسینعلی زاده)
- پرواز ۱۷۵ (محمدحسین حقیقت)
- پرویز خان (علی ثقفی)
- تمساح خونی (جواد عزتی)
- شکار حلزون (محسن جسور)
- ظاهر (حسین عامری)
- قلب رقه (خیرالله تقیانی پور)
- مجنون (مهدی شامحمدی)
- ملکه آلیشون (ابراهیم نورآور محمد)
- نپتون (محمدابراهیم غفاریان)

### سینما سعادت
- سایه کتیر (ونزوئلا و مکزیک)
- بیابان (مراکش و بلژیک و فرانسه)
- در بدو ورود (اسپانیا)
- فرین در عصر سیلاب
- سردترین شهر
- بهترین قرن زندگی من(ونزوئلا و مکزیک)
- ربوده شده
- درس‌های بلاگا
- دروغ‌های زیبا
- تابستان همان سال

### جشنوارهٔ جشنواره‌ها
- ملودی(بهروز سبط رسول)
- نقشه ۷۵ (چی هایاکاوا)
- جایگزین (دیگو لرمن)
- سمره (کاترینا مونا)
- دومینگو و مه (Ariel Escalante Meza)
- مجازات (مات آس بیزه)
- غیاب(وو لانگ)
- فرحه(دارین جی سلام)
- خانه ماهرخ(شهرام ابراهیمی)

### جلوه‌گاه شرق
- مقتدا
- رویای خواب زمستانی
- فاطمه
- خانه‌ای برای فروش
- تابستان بوجاد
- پایان جهان
- ساکرا
- ظاهر
- آسمان غرب

## ۴ فیلم معرفی شده به آکادمی اسکار، همزمان در بخش بین الملل جشنواره فجر
- فیلم ملودی ساخته بهروز سبط رسول محصول ایران و تاجیکستان و همچنین فیلم دومینگو و مه ساخته( آریل اسکالانته مزا)  و فیلم مجازات ساخته Matías Bize و فیلم فرحه ساخته دارین جی سلام ، چهار فیلمی بودند که به آکادمی اسکار معرفی شده و همزمان در بخش بین الملل چهل و دومین جشنواره فیلم فجر شرکت داشتند.هر چهار فیلم موفق به راهیابی به جشنواره الف و معتبر جهان را قبل از این در کارنامه خود داشته اند. دبیر جشنواره آقای مجتبی امینی و مدیر بخش بین الملل در این دوره آقای رائد فریدزاده بوده اند.[۸][۹][۱۰][۱۱][۱۲][۱۳]

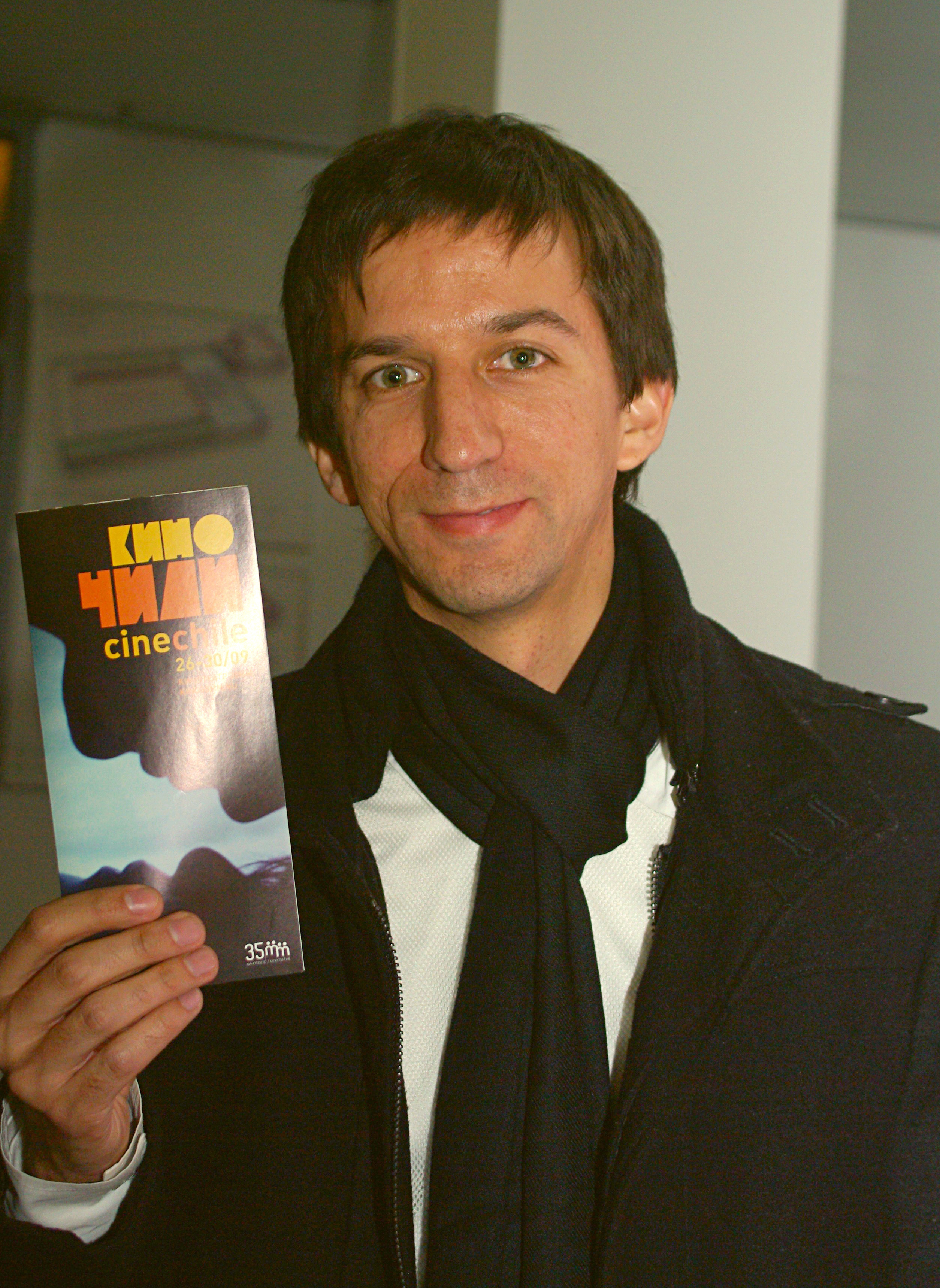
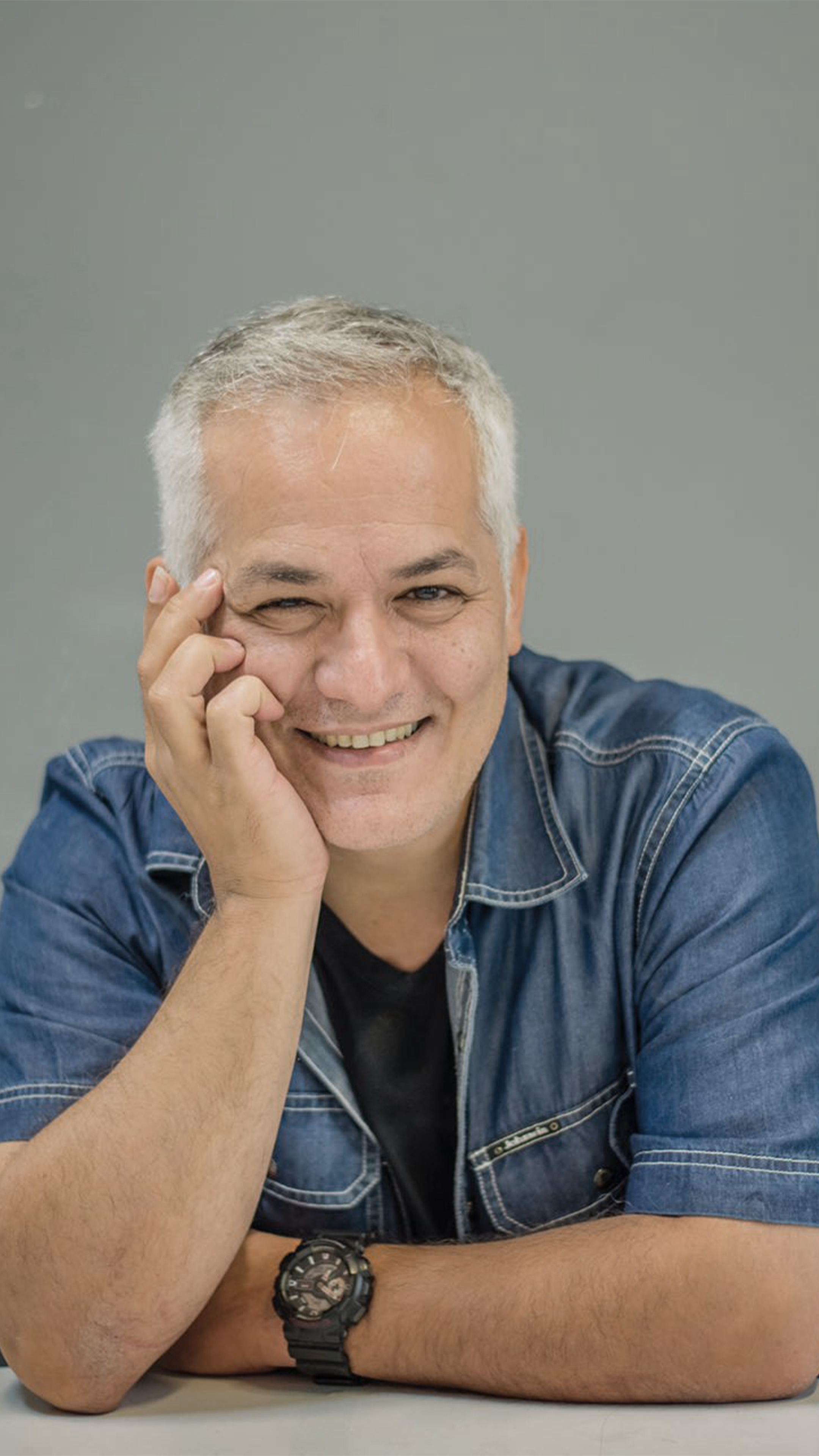
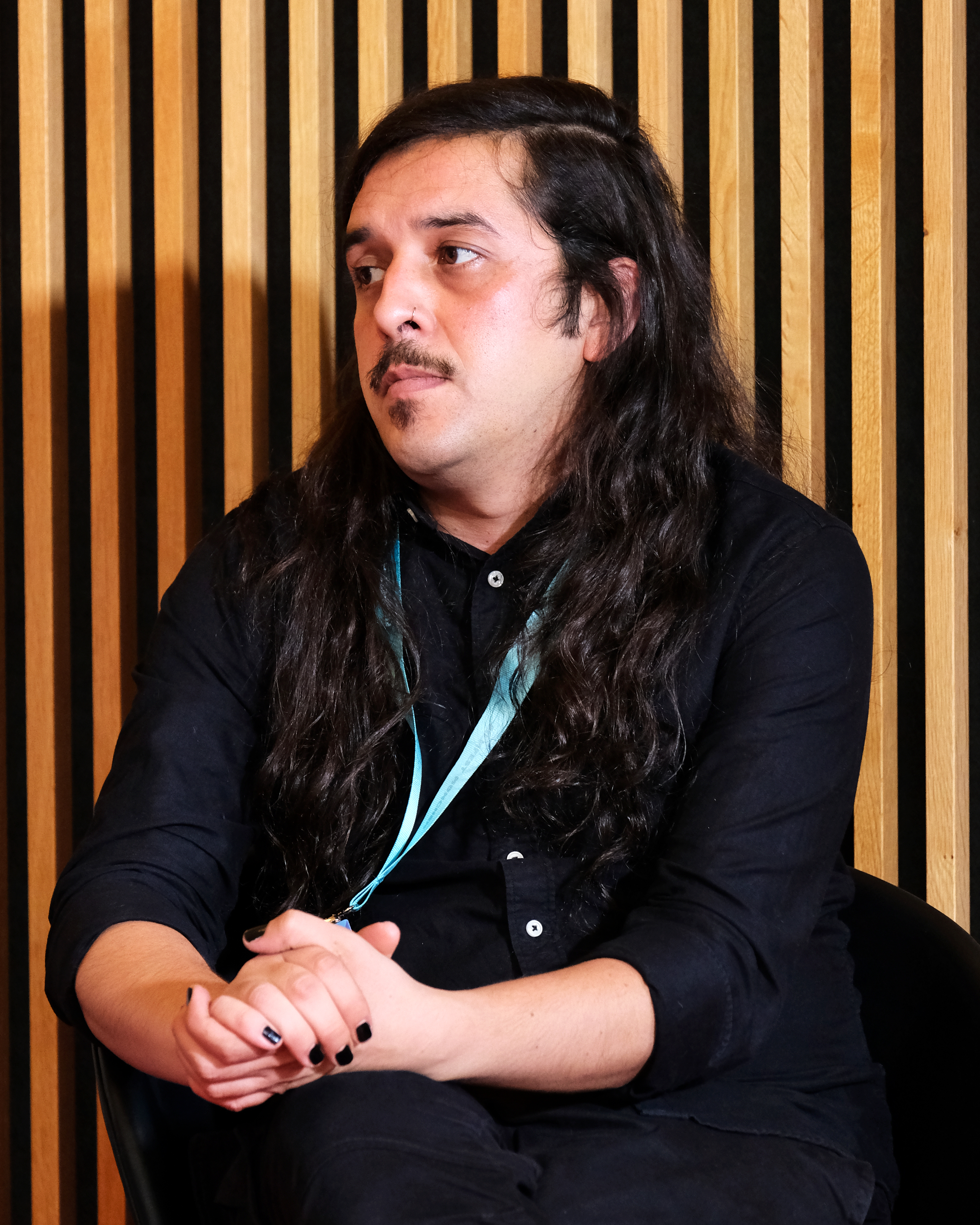
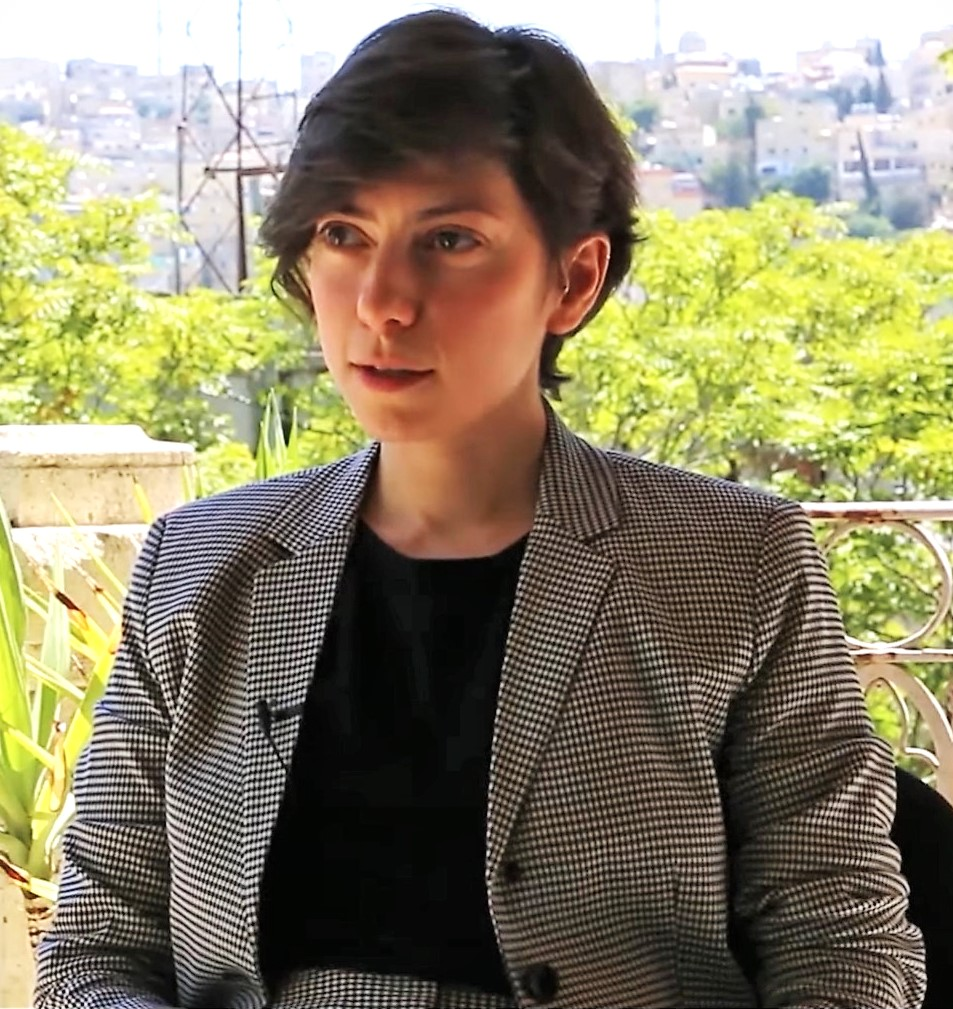

### فیلم‌های رزرو
- مسخ نرگس (حامد علیزاده)
- شوماه (مژگان بیات)

### پویانمایی:
- ببعی (حسین صفارزادگان و میثم حسینی)
- رویاشهر (محسن عنایتی)
- ساعت جادویی (سفر به تاریکی) (محمدعلی بصیری نیک)
- شمشیر و اندوه (عماد رحمانی و مهرداد محرابی)

## حواشی

### اشتباه خواندن دعای تحویل سال
محمد خزاعی رئیس سازمان سینمایی کشور در مراسم اختتامیه دعای تحویل سال را به اشتباه خواند و واکنش‌های زیادی را برانگیخت.